# كيرك موريس

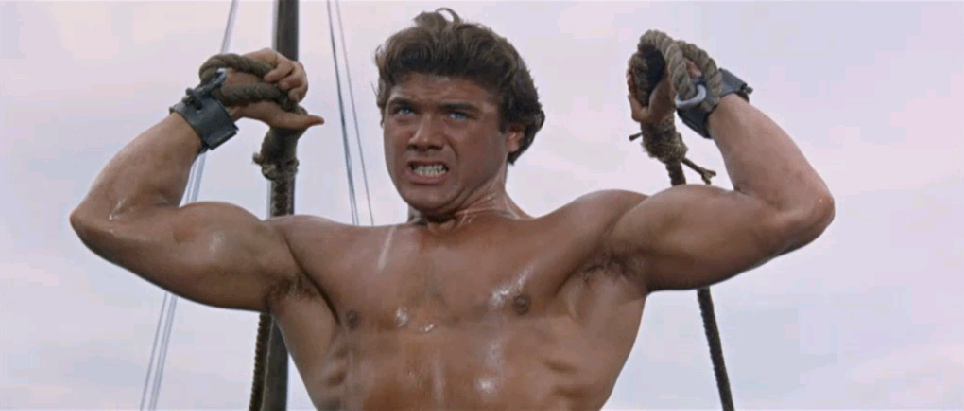
كيرك موريس في فيلم شمشون و وحش البحر (1963)

كيرك موريس (بالإيطالية: Kirk Morris)‏ (ولد في 26 أغسطس 1942) لاعب كمال أجسام وممثل إيطالي سابق. تم اختياره من قبل المخرج تانيو بوكيا للعب دور البطولة في فيلم انتصار ماسستي. قام بعد ذلك ببطولة في العديد من أفلام الأخرى، منها فيلم لعنة الساحرة للمخرج ريكآردو فريدا. بعد تراجع هذا النوع، ظهر في العديد من أفلام المغامرات، ثم تقاعد في أوائل السبعينيات.

## نشأته
ولد في فينيسيا كأدريانو بيليني، في حين كرس موريس نفسه في كمال الأجسام وبفضل اللياقة البدنية حصل على أدوار بطولة في عدة أفلام.

## روابط خارجية
- كيرك موريس على موقع IMDb (الإنجليزية)
- كيرك موريس على موقع قاعدة بيانات الفيلم (الإنجليزية)